# Meridiano 62 W
O meridiano 62 W é um meridiano que, partindo do Polo Norte, atravessa o Oceano Ártico, América do Norte, Oceano Atlântico, América do Sul, Oceano Antártico, Antártida e chega ao Polo Sul. Forma um círculo máximo com o Meridiano 118 E.
Começando no Polo Norte, o meridiano 62º Oeste tem os seguintes cruzamentos:
| País, território ou mar | Notas |
| ----------------------- | --- |
| Oceano Ártico           | |
| Mar de Lincoln          | |
| Canadá                  | Ilha Ellesmere, Nunavut |
| Estreito de Nares       | |
| Gronelândia             | Extremo oeste |
| Baía de Baffin          | |
| Estreito de Davis       | |
| Canadá                  | Ilha de Baffin, Nunavut |
| Estreito de Davis       | |
| Canadá                  | Ilha de Baffin, Nunavut |
| Estreito de Davis       | Exeter Sound |
| Canadá                  | Ilha de Baffin, Nunavut |
| Estreito de Davis       | Passa a leste da Ilha Angijak, Nunavut, Canadá |
| Oceano Atlântico        | Mar do Labrador |
| Canadá                  | Labrador, Terra Nova e Labrador Quebec |
| Golfo de São Lourenço   | Estreito de Jacques Cartier |
| Canadá                  | Ilha Anticosti, Quebec |
| Golfo de São Lourenço   | |
| Canadá                  | Ilhas da Madalena, Quebec |
| Golfo de São Lourenço   | |
| Canadá                  | Ilha do Príncipe Eduardo - extremo leste |
| Golfo de São Lourenço   | Estreito de Northumberland |
| Canadá                  | Nova Escócia |
| Oceano Atlântico        | |
| Mar do Caribe           | Passa pouco a oeste de Barbuda, ( Antígua e Barbuda) · Passa a oeste de Antígua, Antígua e Barbuda · Passa a leste de Monserrate · Passa a oeste da Ilha Basse-Terre, Guadalupe, França · Passa a oeste de Granada |
| Venezuela               | Península de Paria |
| Golfo de Paria          | Passa a oeste de Trinidad, Trinidad e Tobago |
| Venezuela               | |
| Brasil                  | Roraima (centro) Amazonas Rondônia (Ji-Paraná) |
| Bolívia                 | Centro-leste |
| Paraguai                | Oeste (Chaco) |
| Argentina               | De Formosa vai para o sul até Bahía Blanca, Ilhas Bermejo e Trinidad |
| Oceano Atlântico        | |
| Oceano Antártico        | |
| Ilhas Shetland do Sul   | Ilha Baixa - reivindicada pela Argentina (Antártida Argentina), Chile (Província da Antártida Chilena) e Reino Unido (Território Antártico Britânico)                                                              |
| Oceano Antártico        | |
| Antártida               | Ilha Liège - reivindicada pela Argentina (Antártida Argentina), Chile (Província da Antártida Chilena) e Reino Unido (Território Antártico Britânico)                                                              |
| Oceano Antártico        | |
| Antártida               | Território reivindicado pela Argentina (Antártida Argentina), Chile (Província da Antártida Chilena) e Reino Unido (Território Antártico Britânico)                                                                |